# Nicaragua
La República de Nicaragua és un país de l'Amèrica Central que limita el nord-oest amb Hondures, al sud amb Costa Rica, a l'oest amb l'oceà Pacífic i a l'est amb el mar Carib. Nicaragua està constituïda com una república democràtica, presidencialista, participativa i representativa, i els quatre òrgans de govern són: el Legislatiu, l'Executiu, el Judicial i l'Electoral, el seu sistema de govern es considera com parcialment lliure.
El poble nicaragüenc és de naturalesa multiètnica i principalment d'idioma castellà, que també és la llengua oficial del país. Segons l'IDH, Nicaragua a partir de l'any 1995 ha anat millorant el seu nivell de vida.
Habitat per pobles precolombins, l'actual territori de Nicaragua va ser conquerit per Espanya al segle xvi. Nicaragua, després d'haver pertangut a l'Imperi Espanyol (1502-1821), al Primer Imperi Mexicà (1821-1823), a les Províncies Unides del Centre d'Amèrica (1823-1824), i a la República Federal d'Amèrica Central (1824-1838), emergeix com a país independent el 1838, sota el nom d'Estat de Nicaragua.
Nicaragua és un país volcànic i tropical, en el seu interior alberga també dos grans llacs: el llac Managua (conegut pels nicaragüencs amb el nom aborigen Xolotlán) i el Gran llac de Nicaragua (conegut també com a Cocibolca o llac de Granada).
Després de dècades d'intervenció i forta influència estrangera, mitjançant la Revolució Nicaragüenca, es va instaurar una Junta de Govern de Reconstrucció Nacional (1979-1985) constituïda com junta de govern transitòria encarregada del poder executiu i un Consell d'Estat encarregat del poder legislatiu amb participació de representants dels àmbits polític, social, comunal i religiós. El 1984 es realitzen les primeres eleccions populars conforme a la nova Llei electoral. La Junta de Govern de Reconstrucció Nacional lliura el poder al nou President triat: Daniel Ortega Saavedra. Així La Junta transitòria queda dissolta. Durant el govern del Front Sandinista d'Alliberament Nacional (FSLN) el país va sofrir un perllongat conflicte civil fomentat amb la intervenció dels Estats Units d'Amèrica sota l'administració del president Ronald Reagan, el govern nord-americà per mitjà de la CIA; va formar i va entrenar en secret a grups de rebels anticomunistes, finançant una guerra desautoritzada pel Congrés i arribant a bloquejar econòmicament a Nicaragua. La Unió Soviètica i països com Cuba i Líbia també van intervenir en el conflicte a través de cooperació militar, econòmica, financera i mèdica. Els conflictes econòmics i de guerra van culminar després de les eleccions populars del 25 de febrer de 1990, quan Violeta Chamorro va derrotar a Daniel Ortega amb el 54,7 per cent dels vots contra el 40,8 per cent.

## Toponímia
És difícil determinar el significat exacte del nom de Nicaragua. Generalment s'accepta que es deu a Nicarao, senyor dels niquirans (nahuas), el senyoriu dels quals a l'arribada dels conqueridors espanyols abastava des de l'istme de Rivas i l'illa d'Ometepe fins a Nicoya en l'actual Costa Rica. S'explica d'un diàleg entre Nicarao i Gil González Dávila, durant el qual el cap indígena va sorprendre a l'espanyol amb les seves preguntes i respostes a temes de filosofia i astronomia.
Almenys uns 30.000 anys abans de la nostra era, van aparèixer a Nicaragua els primers éssers humans, procedents de l'hemisferi Nord; també es coneix d'emigracions originàries del Sud. Es van radicar a la vora de rius, llacunes, llacs i mars; transcorreguts els segles l'únic testimoniatge que van deixar de la seva cultura són les seves petjades en la lloseta volcànica d'Acahualinca.
D'aquests migrants asseveren que el nucli original va pertànyer al gran grup d'origen pispi anomenats dirianes o xorotegues, dels qui descendeixen els habitants de la zona oriental del Pacífic: Managua (Imabite); Masaya (Nindiri, Catarina, Niquinohomo); Granada (Xalteva) i Carazo (Diriamba, Jinotepe). A més a León (Sutiava).

## Història
En 1524, les dues primeres ciutats espanyoles (León i Granada) van ser fundades en l'actual Nicaragua. Va existir com colònia d'aquesta potència europea fins a 1821, quan es va declarar la independència de Centreamèrica. En dos curts anys va passar de colònia a part d'un país independent, a part del Primer Imperi Mexicà, a part d'un país independent altra vegada. Les Províncies Unides de l'Amèrica Central van sobreviure fins a 1840. Durant el segle xix es van succeir diversos intents de reunificar Amèrica Central, sense èxit. Durant el segle xx, la història de Nicaragua va estar fortament influenciada per diverses intervencions armades dels Estats Units, algunes directes i altres indirectes (donant suport financera i militarment als "contras", els contrarevolucionaris, durant els governs sandinistes). Anastasio Somoza Debayle i Anastasio Somoza García van governar el país durant diverses dècades, fins a ser reemplaçats el 19 de juliol de 1979 pel govern esquerrà del FSLN, el Front Sandinista d'Alliberament Nacional. El govern sandinista va sofrir la seva primera derrota electoral a principis dels anys 90 i no va aconseguir tornar al poder fins a finals del 2006: En aquest interval (1990-2006), els tres presidents electes han estat de la "coalició contrària al Sandinisme". Actualment, després de les darreres eleccions, el president de Nicaragua torna a ser el dirigent sandinista Daniel Ortega.

## Política
Nicaragua és una república constituïda per 4 poders: Executiu, Legislatiu, Judicial i Electoral. El poder executiu és exercit pel president el qual és triat per a un període de 5 anys. El poder legislatiu està radicat en l'Assemblea Nacional (unicameral), formada per 90 diputats electes per 5 anys. Una Cort Suprema de Justícia s'encarrega de vigilar el sistema judicial. Les conteses electorals són responsabilitat del Consell Suprem Electoral. Administrativament, Nicaragua està dividit en 152 municipis aglutinats en 15 departaments i 2 regions autònomes.
Vegeu la llista de Presidents de Nicaragua.

## Geografia

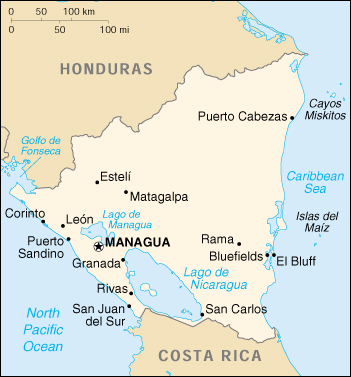
Mapa de Nicaragua (en anglès).

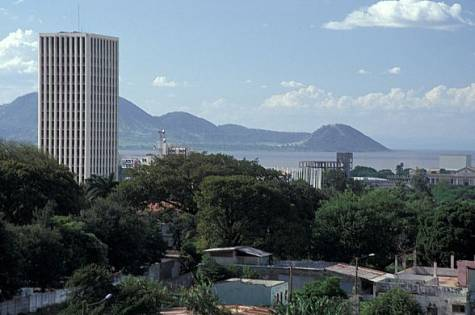
Managua.

Té dos grans llacs: el llac de Managua o llac Xolotlán i el llac de Nicaragua o llac Cocibolca.
La República de Nicaragua és un país situat en el centre geogràfic de l'istme centreamericà. Limita al nord amb Hondures, al sud amb Costa Rica, a l'oest amb l'oceà Pacífic i a l'est amb el mar Carib. Per raons administratives, Nicaragua es divideix en 15 departaments i 2 regions autònomes. Aquests, alhora, es divideixen en municipis, que actualment són 153.
A Nicaragua es troben des de sabanes fins a muntanyes verges amb espècies autòctones, i gaudeix de tenir un dels llacs més grans del món, amb espècies exòtiques com el tauró d'aigua dolça; altiplans encara despoblats amb clima primaveral tot l'any en el centre i en la zona del Pacífic del país, incloent-hi zones fredes; platges encara verges i impressionants, on actualment s'està assentant una onada de nous turistes provinents principalment d'Hondures i El Salvador, aprofitant a més els baixos costos dels terrenys; volcans actius; illes impressionants i també poc explorades encara com Ometepe, Sabatera, les Illetes de Granada o Corn Island, entre d'altres.
Managua, la capital, té més d'un milió d'habitants. Les ciutats amb més de 100.000 habitants són: Estelí, Chinandega, León, Masaya, Granada, Matagalpa, Jinotega i Nueva Guinea. Altres ciutats importants són: Ocotal, Somoto, Jinotepe, Rivas, Juigalpa, Boaco, Bilwi (Puerto Cabezas), Bluefields i San Carlos.
La Zona del Pacífic del país es caracteritza per ser la regió volcànica i lacustre del país. El primer volcà és el Cocigüina, situat en la Península Cocigüina en el Golf de Fonseca, li segueix la cadena volcànica dels Maribios, que acaba amb el Momotombito, un illot en el Llac Xolotlán, el segueixen d'altres volcans, com el Masaya, el Maderas i Concepción, aquests dos últims formen l'illa d'Ometepe en el Llac Cocibolca. Els rius d'aquesta zona són curts malgrat ser-ne els principals: riu Negro, Estero Real, Rio Viejo i Tipitapa el qual uneix els dos grans llacs. El llac Cocibolca serveix com a font al Rio San Juan, que desemboca en el Mar Carib.
La Zona Nord del país presenta regions seques en Les Segovias i muntanyenques i humides en Jinotega i Matagalpa. Aquestes zones serveixen de font a 2 grans rius: Riu Coco i Riu Grande de Matagalpa. La regió de Las Segovias presenta les cadenes muntanyenques de Dipilto i Jalapa que serveixen de frontera amb Hondures, en Jinotega hi ha a la Serralada Isabelia i en Matagalpa es troba la Serralada Dariense.
La Zona Central del país és també muntanyenc i serveix de font per a un altre gran riu: Riu Amagat, a través de les seves tres fonts: Riu Siquia, Riu Mico i Riu Rama. Al llarg d'aquesta regió es desplaça la Serralada Chontaleña.
La Zona de l'Atlàntic del país és una gran planura coberta de grans boscos, presenta grans rius que corren per les seves terres. Entre els principals rius que flueixen i desemboquen en aquesta regió hi ha: Coco, Wawa, Kukalaya, Prinzapolka, Bambana, Gran de Matagalpa, Kurinwás, Amagat i els seus afluents Siquia, Mico i Rama, Punta Grossa i San Juan. En la part nord d'aquesta zona es troba una part de la Serralada Isabelia i Dariense i en el Sud una branca de la Chontaleña.

### Administració

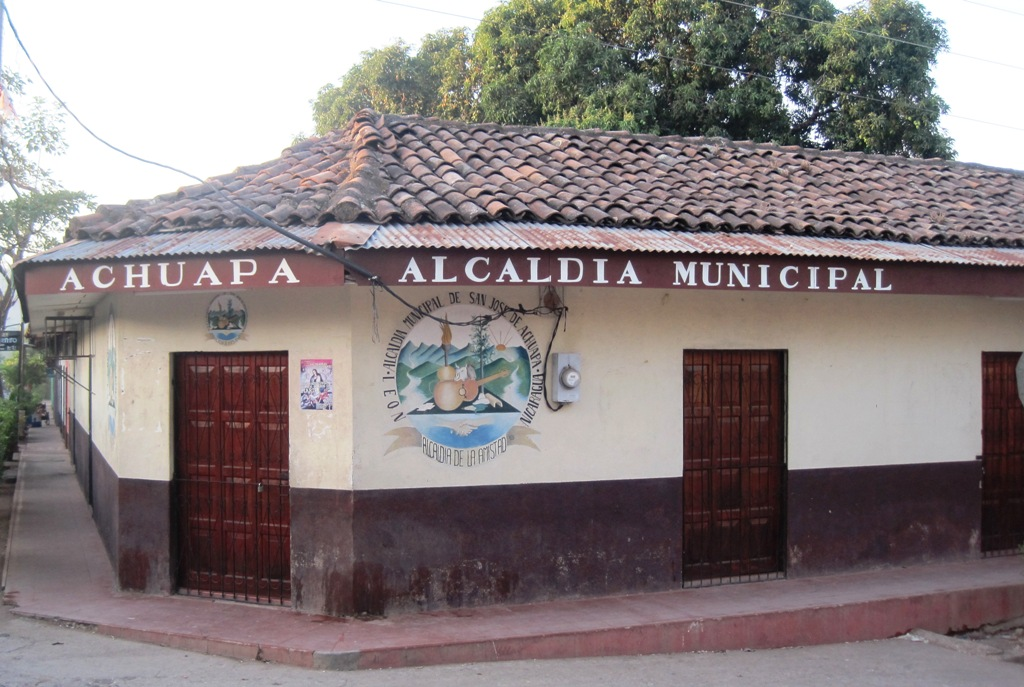
Municipi de Achuapa

Nicaragua es divideix en 15 departaments i 2 regions autònomes, els departaments avui dia només tenen propòsits merament administratius. No tenen autoritats, ni pròpies ni delegades del poder central. Els departaments es divideixen en municipis que actualment són 153, regits per un alcalde i un consell municipal. L'últim que es va crear va ser Mulukukú en 2005 en Regió Autónoma de l'Atlàntic Nord, desprenent-se de l'antic municipis del Siuna i Paiwas.
En 1987 s'han creat dues regions autònomes a partir de l'antic departament de Zelaya, les d'Atlàntic Nord i Atlàntic Sud, que són regides per un Governador Regional i un Consell regional. Aquestes regions autònomes estan poblades bàsicament per poblacions indígenes i el seu govern comunitari es regeix per les normes pròpies d'aquestes cultures.
| Divisió administrativa de Nicaragua                     |                 |                  |          |            |
|                                                         |                 |                  |          |            |
| Departament                                             | Població (2002) | Superfície (km²) | Densitat | Capital    |
| 01 Regió Autònoma de l'Atlàntic Nord (RAAN)             | 236 560         | 32 159           | 6        | Bilwi      |
| 02 Regió Autònoma de l'Atlàntic Sud (RAAS)              | 332 752         | 27 407           | 10       | Bluefields |
| 03 Boaco                                                | 156 649         | 2 155            | 32       | Boaco      |
| 04 Carazo                                               | 170 808         | 1 051            | 142      | Jinotepe   |
| 05 Chinandega                                           | 419 757         | 4 926            | 71       | Chinandega |
| 06 Chontales                                            | 167 424         | 6 378            | 23       | Juigalpa   |
| 07 Estelí                                               | 201 305         | 2 335            | 75       | Esteli     |
| 08 Granada                                              | 179 163         | 929              | 168      | Granada    |
| 09 Jinotega                                             | 319 908         | 9 755            | 26       | Jinotega   |
| 10 León                                                 | 383 221         | 5 107            | 66       | León       |
| 11 Madriz                                               | 122 182         | 1 602            | 67       | Somoto     |
| 12 Managua                                              | 1 868 297       | 3 672            | 298      | Managua    |
| 13 Masaya                                               | 290 421         | 590              | 409      | Masaya     |
| 14Matagalpa                                             | 501 229         | 8 523            | 45       | Matagalpa  |
| 15 Nueva Segovia                                        | 181 038         | 3 123            | 47       | Ocotal     |
| 16 Río San Juan                                         | 90 867          | 7 473            | 9        | San Carlos |
| 17 Rivas                                                | 159 649         | 2 155            | 65       | Rivas      |
| 18 Nicaragua                                            | 5 900 100       | 130 494          | 45       | Managua    |
| (*)= Totes les dades de població són del Cens del 2002. |                 |                  |          |            |

### Zona del Pacífic

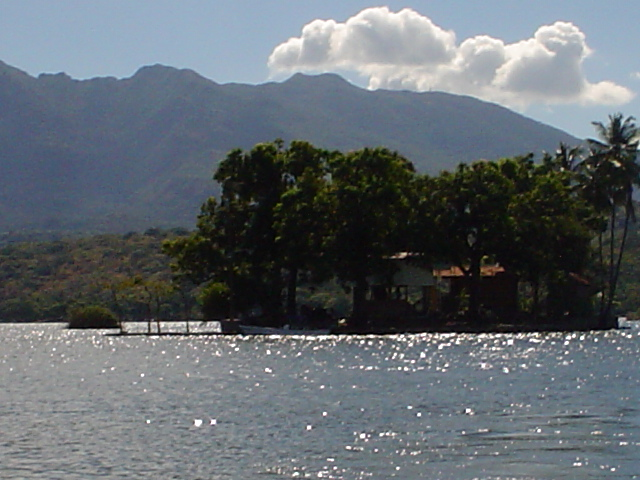
El Gran Llac de Nicaragua.

La Zona del Pacífic del país es caracteritza per ser la regió volcànica i lacustre de Nicaragua, en ella s'estenen la serralada Centreamericana i la més elevada i ríspida serralada Volcànica. El primer volcà és el Cosigüina, situat en la península homònima, dins del golf de Fonseca (molt popular entre turistes i autòctons per ser en realitat una caldera submergida d'un gran cràter). Li segueix la cadena volcànica dels Marrabios o Maribios, que acaba amb el Momotombito; un illot en el llac Xolotlán. Hi ha també altres volcans, com el Masaya o el Fustes i Concepción, formant aquests dos últims l'illa d'Ometepe en el llac Cocibolca (també conegut com el llac de Nicaragua). Aquesta zona gaudeix de la presència d'un altre gran llac: el llac de Managua.
Composta pels departaments Rivas, Granada, Carazo, Masaya, Managua, León i Chinandega.

### Zona Central

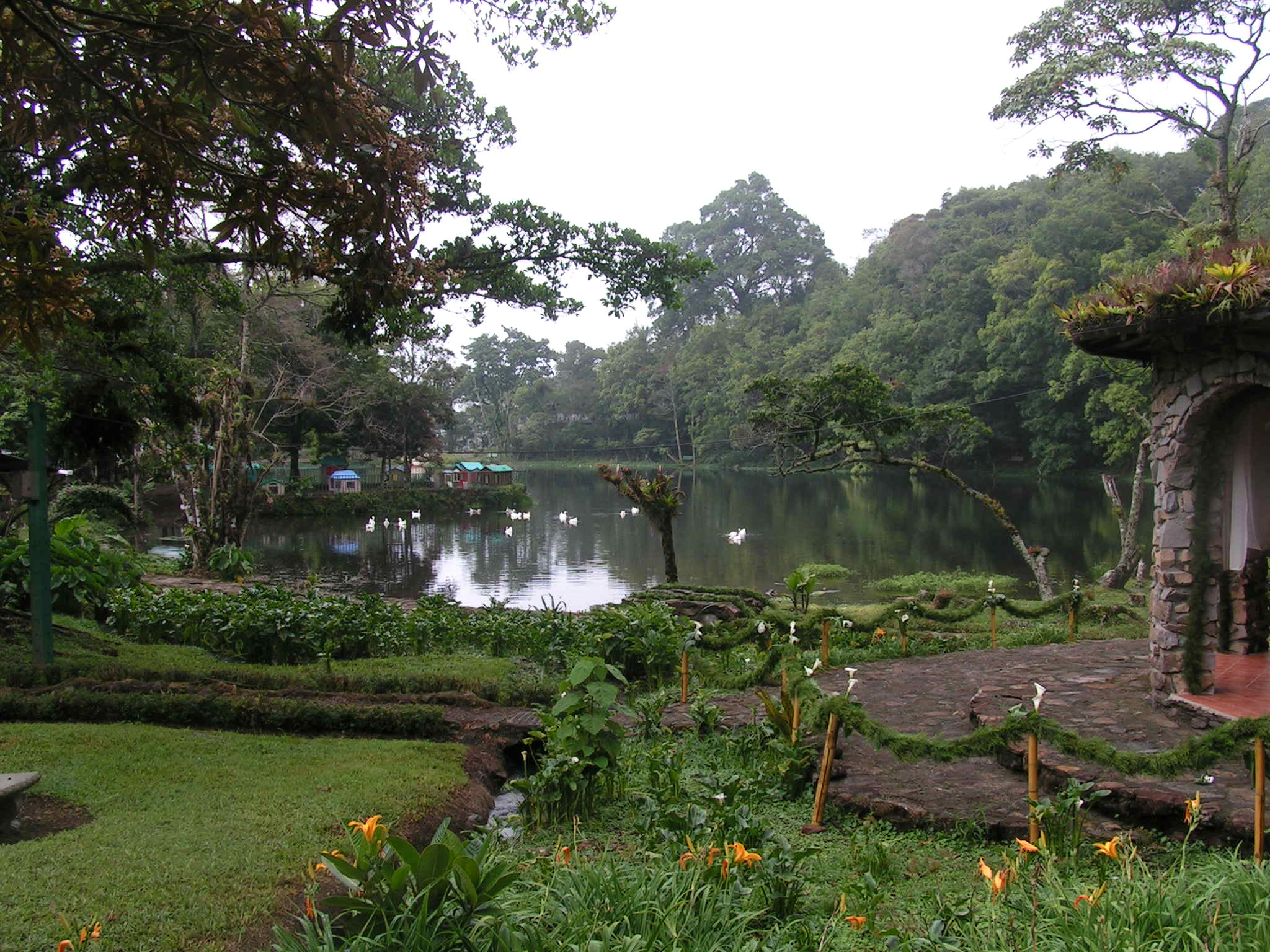
Reserva Natural Selva Negra a Matagalpa.

La Zona Central del país dona font a un altre gran riu, el riu Amagat, que s'alimenta de la unió dels rius Siquia, Mico i Rama. Al llarg d'aquesta regió es desplaça la serralada d'Amerrisque o Chontaleña. L'anterior probablement va donar origen al nom d'Amèrica, segons nous estudis fets per historiadors i experts. En el nord d'aquesta, presenta regions seques com a Nova Segòvia i muntanyenques i humides com Jinotega i Matagalpa. Aquestes zones serveixen de font a dos grans rius: el riu Coco o Segòvia i el riu Gran de Matagalpa. Nueva Segovia presenta les serralades de Dipilto i Jalapa, que serveixen de frontera amb Hondures, mentre que Jinotega a la serralada d'Isabelia i Matagalpa a la serralada Dariense.
La Zona Central es divideix en els departaments de Madriz, Nueva Segovia, Boaco, Esteli, Matagalpa i Chontales, també es diu de Riu San Juan però pertany a la Regió Central i la Regió del Carib.

### Terres baixes del Carib

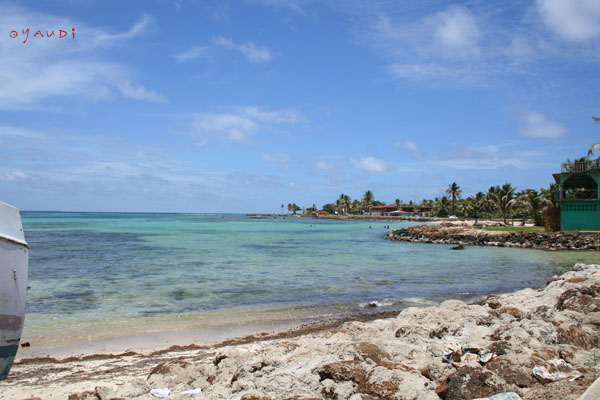
Corn Island.

La zona del Carib del país és una gran plana coberta de grans boscos i presenta enormes rius que corren per les seves terres. Entre els principals rius d'aquesta regió que desemboquen en el mar de les Antilles estan: el Segòvia o Coco, el Wawa, el Kukalaya, el Prinzapolka, el Bambana, el Gran de Matagalpa, el Kurinwás, l'Escondido (i els seus afluents Siquia, Mico i Rama), el Punta Grossa i el San Juan. En la part nord d'aquesta zona es troba part de la serralada Isabelia i Dariense, i cap al sud una branca de la de l'Amerrisque o Chontaleña. Com a nota addicional, a la zona del Carib es troba la selva de Bosawás, la segona selva més gran del continent i llar d'una rica biodiversitat.

### Hidrografia
Nicaragua és un país de grans llacs i abundants rius. Es poden diferenciar tres vessants, la del Carib, la del Pacífic i la interna.
Els rius del vessant del Pacífic són curts i en general amb sistemes de drenatge estructurats per corrents efímers o intermitents, amb un règim irregular i cabals d'estiatge molt reduïts; no obstant això, en el període plujós es poden produir grans crescudes, amb inundacions severes en les parts baixes de les seves conques. Entre els seus rius més importants es poden indicar: el Negro, Estero Real, El Viejo, Atoya, El Tesorero, El Releajo, Posoltega, Telica, Chiquito, Izapa, Tamarindo, Soledad, Masachapa, Amalia, Las Lajas, Ochomogo, Gran i Brito.
El vessant del Carib acull als rius més llargs i cabalosos, molts d'ells amb possibilitat de navegació. Els més importants són el riu Coco, que fa frontera amb Hondures, el riu San Juan, que fa frontera amb Costa Rica, Tuma, Siquia i Indi.

### Clima
Nicaragua, en situar-se a la Zona Intertropical, posseeix un clima tropical amb variacions depenent del relleu i l'altitud; A més, inclou els vents alisis de l'Oceà Pacífic i el Mar Carib. El clima de la costa Pacífica és càlid durant tot l'any i molt àrid amb un període estival molt sec i una estació de pluges i alta humitat des de mitjan maig fins a principi de novembre però, amb curts períodes de calor i sequedat entre juny i juliol.
La costa del Carib presenta un clima molt humit durant tot l'any amb forts vents alisis entre desembre i febrer. La pluja és molt intensa i de vegades es generen inundacions, aquest clima es classifica entre tropical marítim a tropical molt humit.
La zona del llac presenta un clima Tropical amb estació seca entre novembre i abril i pluges moderades entre maig a octubre. La temperatura sol ser elevada i la mitjana ronda tot l'any entre els 33 graus celsius.
La zona muntanyenca presenta un clima Temperat.

### Flora i fauna
Nicaragua es localitza en el centre del continent americà, aquesta privilegiada localització provoca que el país albergui una gran biodiversitat. Al país es localitzen la majoria d'espècies del Neàrtic i de la Regió neotropical, amb l'excepció de les espècies d'altes latituds. Aquest conjunt de factors juntament amb el clima i les lleugeres variacions altitudinals permeten que el país tingui 248 espècies d'amfibis i rèptils, 183 espècies de mamífers, 705 espècies d'aus, 640 espècies de peixos i unes 5.796 espècies de plantes. Totes aquestes espècies es distribueixen en els diferents biomes del país: selves umbròfiles, selves tropòfiles, boscos de coníferes, sabanes i matolls.
La regió de les grans selves es localitza en la costa oriental del país. Es dona la selva plujosa en el departament de Río San Juan i a les regions autònomes RAAN i RAAS. Aquest bioma agrupa a la major biodiversitat del país i es troba protegida en gran part per la Reserva Biològica Índia Blat de moro en el sud i per la Reserva de Bosawás en el nord. La reserva de Bosawás té una gran biodiversitat representada pel jaguar, el puma, el tapir, el guacamai i l'àguila harpia; a més forma un gran corredor amb els boscos del sud d'Hondures que representen uns 2,4 milions d'hectàrees, considerades els pulmons d'Amèrica Central i la segona selva umbròfila en grandària de les Amèriques.
En general, la fauna que compon les selves plujoses del país són el jaguar, el tapir, diversos tipus de micos, el guacamai, el quetzal, l'àguila harpia, les serps i els cocodrils.
La selva tropical humida es dona a la zona del Pacífic i en alguns punts del nord i el Carib del país. En aquests boscos es dona una estació seca durant l'hivern, no obstant això plou molt durant l'estació humida. Aquests boscos alberguen pumes, cèrvids, micos i diverses espècies de rèptils.
El bosc tropical de coníferes es dona a la RAAN. Es caracteritza per la presència de diversos arbres típics del Neàrtic, com els pins. També es donen algunes espècies de mamífers com els cérvols i els coiots.
Les sabanes es donen en tot el país i la seva vegetació varia segons la regió. Així doncs, en la RAAN hi ha sabanes cobertes de pins i a Rivas hi ha sabanes amb espècies pròpies de les selves. La fauna de les sabanes es compon de cèrvids, coiots i pècaris; no obstant això, la majoria de sabanes del país han estat convertides en terrenys de cultiu i pasturatge.

## Economia
L'agricultura és la principal activitat econòmica. Destaquen els cultius de cotó, cafè, canya de sucre, banana, blat de moro i sèsam. La ramaderia és una activitat important. Els principals recursos miners són l'or, el coure, la plata i el plom. Té un baix nivell d'industrialització. Els principals nuclis industrials se situen a la zona occidental del país.

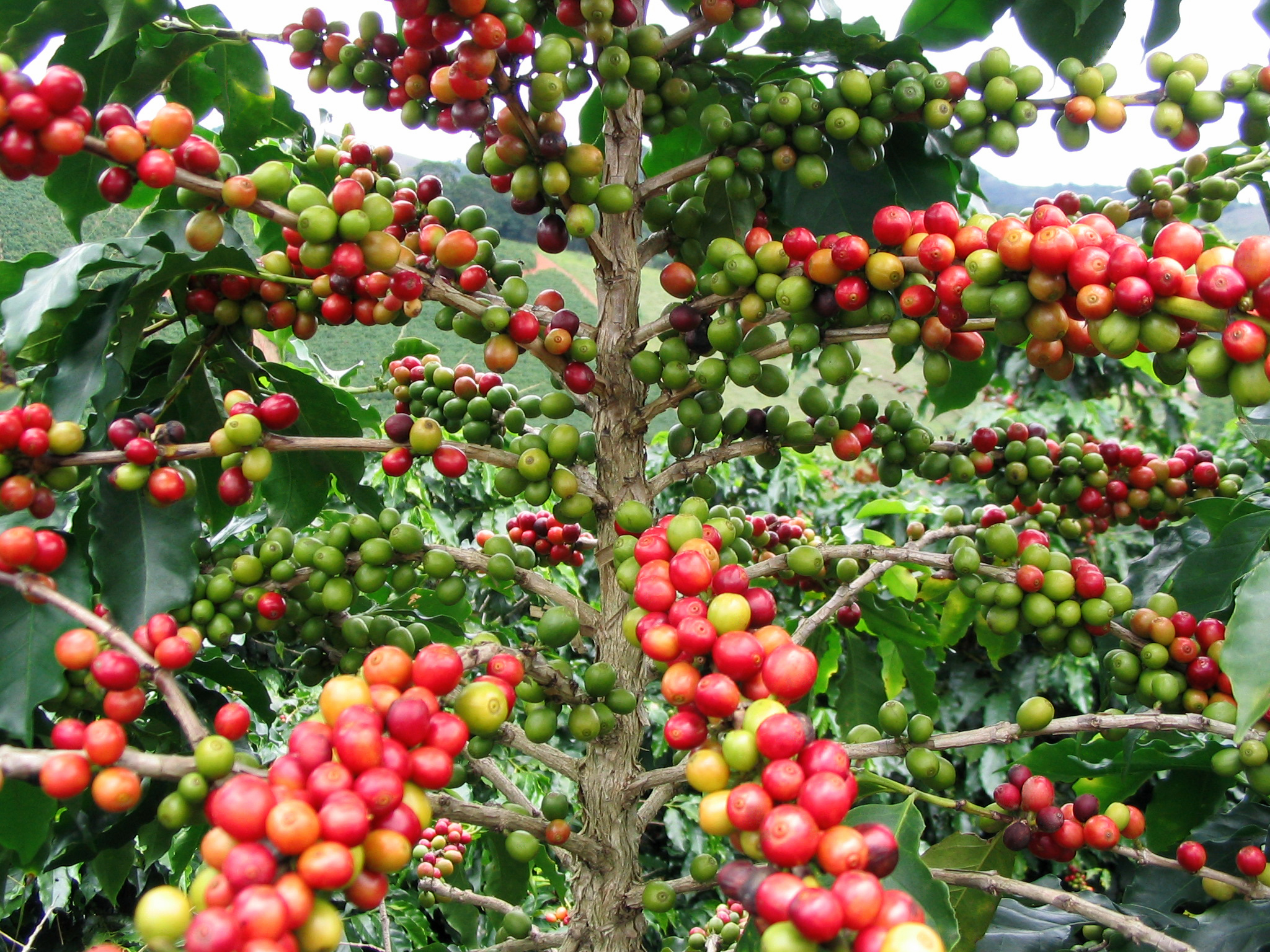
El cafè és una de les exportacions més importants de Nicaragua. S'exporta per tot el món a través d'Amèrica, Europa, Àsia i fins a Austràlia.

- L'agricultura és una de les principals activitats econòmiques, destaquen els cultius de cotó, banana, cafè, cacau, canya de sucre, banana, blat de moro i sèsam.
- L'agricultura constitueix actualment el 60% de les seves exportacions totals que anualment proporcionen aproximadament 300 milions de dòlars nord-americans.[6]
- En l'agricultura també s'inclouen els frijols que són indispensables per a un nicaragüenc que tradicionalment s'acompanyen amb derivats del blat de moro com a truita o güirilla, amb derivats de la llet i també amb arròs ja sigui regirats (gallopinto) o separats.

A més a més, al començament de l'any 2009, el govern rus es va interessar per crear la planta processadora de xocolata més gran d'Europa Oriental i, segons els encarregats del projecte, el cacau serà produït a Nicaragua; per aconseguir l'objectiu el país haurà de produir més de 50.000 tones anuals de cacau, això el convertirà en el major productor de cacau de l'Amèrica Central i el novè major a nivell mundial.
- La ramaderia és una activitat puixant.
- Els principals recursos miners són l'or, el coure, la plata i el plom.
- Els principals nuclis industrials estan situats a la zona occidental del país. Segons el Banc Mundial, Nicaragua està alineada com la 85a millor economia per començar un negoci.[7]
- El rom "Flor de Canya" de Nicaragua té renom com un dels millors de l'Amèrica Llatina, el tabac i el bestiar estan també ben posicionats quant a factors de qualitat. Durant la guerra entre els Contres i els Sandinistes en els anys 80, molta de la infraestructura del país va ser danyada o destruïda. La inflació va fer una mitjana del 30% a través dels anys vuitanta.

### Turisme
El turisme a Nicaragua està creixent, ja que actualment té la segona indústria més gran de la nació, durant els 9 anys passats el turisme ha crescut el 90% per tota la nació en un índex del 10% anualment. S'espera que Nicaragua tingui un creixement positiu en aquest 2009, creixi encara més l'any 2015 gràcies al fet que el govern actual està impulsant el rubro d'una manera ordenada i a gran escala. Només en el 2009 el sector turístic a Nicaragua va créixer un 9,8% amb relació a anys anteriors. Cada any, prop de 200.000 nord-americans visiten Nicaragua i en el 2010, el turisme va créixer un 9%, arribant així a la xifra rècord d'1 milió de turistes, entre els quals destaquen gent de negocis i parents que visiten a les seves famílies. La majoria dels turistes que visiten Nicaragua són dels Estats Units, Centreamèrica, Sud-amèrica i Europa. Segons el ministeri del turisme de Nicaragua (INTUR), la ciutat colonial de Granada és el punt preferit per als turistes. També, les ciutats de Chichigalpa, León, Masaya, Rivas, les platges de San Juan del Sur, l'illa d'Ometepe, el volcà Mombacho, les Illes del Blat de moro (Corn Island i Little Corn Island), i unes altres, són les atraccions turístiques principals. A més a més, l'ecoturisme i la pràctica del surf atreuen molts turistes a Nicaragua.
Les atraccions principals a Nicaragua per als turistes són les platges, rutes escèniques, l'arquitectura de ciutats tals com Granada, León i més recentment, l'agroturisme a la zona nord, on es troba La Ruta del Cafè entre Matagalpa i Jinotega.

## Demografia
La composició ètnica de Nicaragua és bastant homogènia i es basa principalment en els següents grups:
Ladinos (descendents europeus o barreja de descendents d'europeus amb indígenes) que habiten les zones del Pacífic, Nord, Centre i en algunes zones del Carib, corresponen a més del 90% de la població. Nicaragua és un dels països d'Amèrica Central amb més baix component indígena igual que Costa Rica.
Grups minoritaris més o menys "purs" com ara: descendents africans (provinents en la seva majoria de Jamaica) que corresponen a prop del 8% de la població, particularment a la costa atlàntica; o miskitos que habiten principalment la Regió Autònoma Atlàntic Nord, als riberals dels principals rius com el Coco, Wawa, Prinzapolka, Bambana i Grande Matagalpa; Mayangnas que habiten en la Regió Autònoma de l'Atlàntic Nord a la zona de les mines i la Reserva de Bosawás en Jinotega, Criolls i Ramas que habiten en la Regió Autònoma Atlàntic Sud, en la zona de la ciutat de Bluefields; i descendents d'immigrants Xinesos, Jueus, Sirians i altres nacionalitats àrabs.
Geogràficament, la zona més poblada és la del Pacífic, té grans ciutats com Managua, amb més d'1 milió d'habitants, León amb més de 200.000 habitants i Chinandega, Masaya i Granada amb més de 150.000 habitants. En el Pacífic es troben les principals universitats, centres de producció, ports i aeroports. La zona Nord té ciutats amb més de 100.000 habitants com: Estelí, Matagalpa i Jinotega on existeix població d'origen europeu, en la seva majoria descendents d'immigrants espanyols i alemanys. En la zona pacífica del Sud, incloent-hi Managua, també es troba predomini de descendents europeus.

## Festes locals
- 19 de juliol, triomf de la Revolució
- 14 de setembre, batalla de San Jacinto
- 15 de setembre, independència de Nicaragua
- 7 de desembre, dia de La Puríssima